# Demetrius y Edward Flenory
Demetrio Edward Flenory (nació el 21 de junio de 1968 en Detroit, Míchigan) y Terry Lee Flenory ( nació el 10 de enero de 1970 en Detroit, Míchigan ) son hermanos y traficantes de drogas de Estados Unidos de América. Fundaron la “Familia de la Mafia Negra” ( BMF ) , una organización criminal ubicada en Detroit-Míchigan, y actualmente están cumpliendo condenas de 30 años en una prisión federal. Demetrio es también conocido como "Big Meech” y Terry como "Sudoeste T.”

## Familia de la Mafia Negra
Los hermanos Flenory fundaron una organización de distribución de drogas en Detroit a finales de los 90s . La organización fue conocida como la "Familia de la Mafia Negra", en el año 2000 La banda “Black Mafia Family ” estaba involucrada en el tráfico de cocaína a gran escala en los Estados Unidos de América desde 1990 hasta 2005. Eventualmente, su red se ha expandido hasta Los Ángeles, California, Atlanta y Georgia.

## Arresto, declaración de culpabilidad y sentencias
Agentes de la Administración y Control de Drogas detuvo a Demetrio y Terry Flenory en el 2005. 
En 2007 , se declararon culpables de tráfico de drogas y lavado de dinero . 
Fueron condenados a 30 años de prisión en 2008.
Demetrio Flenory está actualmente encarcelado en la Institución Correccional Federal(Pollock), una prisión federal de mediana seguridad en Luisiana. Terry Flenory está actualmente encarcelado en la Institución Correccional Federal(Coleman Low), una prisión federal de baja seguridad en la Florida. Ellos están programados para su expulsión de la prisión en 2032.

## Lectura adicional
- "Hustlaz Ambition: BMF’s Big Meech", February 24, 2009, The Source magazine|The Source
- "Young Jeezy, Big Meech, the Black Family Mafia, and a Hundred Thousand Kilos of Coke", May 6, 2010, Miami New Times
- "The "Black Mafia Family" Movie Is Coming To A Theater Near You!", June 24, 2011, Complex (magazine)|Complex

- Datos: Q5255291